# Carbón

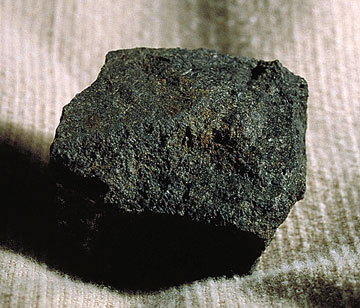
Carbón tipo hulla.

El carbón o carbón mineral es una roca sedimentaria organógena de color negro, muy rica en carbono y con cantidades variables de otros elementos, principalmente hidrógeno, azufre, oxígeno y nitrógeno. Principalmente es utilizada como combustible fósil. La mayoría del carbón explotado se formó a partir de los vegetales que crecieron durante los períodos Carbonífero (hace 359 a 299 millones de años) y Cretácico (hace 145 a 66 millones de años), al ser ambos períodos de gran extensión temporal y situarse gran parte de los medios sedimentarios favorables para su acumulación y conservación en latitudes intertropicales. Es un recurso no renovable, con reservas probadas de 1,160 millardos de toneladas, equivalentes a 130 años del consumo de 2024; tomando en consideración las reservas geológicas, podría haber 2000 años de reservas. La extracción y combustión del carbón daña el medio ambiente, causando muertes prematuras y enfermedades, y es la principal fuente antropogénica de dióxido de carbono que contribuye al calentamiento global.

## Formación

Principales tipos de carbón

El carbón se origina por la descomposición de vegetales terrestres que se acumulan en zonas pantanosas, lagunares o marinas, de poca profundidad. Los restos vegetales se van acumulando en el fondo de una cuenca. Quedan cubiertos de agua y, por lo tanto, protegidos del aire, que los degradaría. Comienza una lenta transformación por la acción de bacterias anaerobias, un tipo de microorganismos que no necesitan oxígeno para vivir. Con el tiempo se produce un progresivo enriquecimiento en carbono. Posteriormente pueden cubrirse con depósitos arcillosos, lo que contribuirá al mantenimiento del ambiente anaerobio, adecuado para que continúe el proceso de carbonización. Se estima que una capa de carbón de un metro de espesor proviene de la transformación por diferentes procesos durante la diagénesis de más de diez metros de limos carbonosos.
En las cuencas carboníferas, las capas de carbón están intercaladas con otras capas de rocas sedimentarias como areniscas, arcillas, conglomerados y, en algunos casos, rocas metamórficas como esquistos y pizarras. Esto se debe a la forma y el lugar donde se genera el carbón.
Si por ejemplo un gran bosque está situado cerca del litoral y el mar invade la costa, el bosque queda progresivamente sumergido por una transgresión marina, por descenso del continente o por una subida del nivel del mar, y los restos vegetales se acumulan entre los sedimentos de la plataforma litoral. Si continúa el descenso del continente o la subida del nivel del mar, el bosque queda totalmente inundado. Las zonas emergidas cercanas comienzan a erosionarse y los productos resultantes, arenas y arcillas, cubren los restos de los vegetales que se van transformando en carbón. Si se retira el mar, puede desarrollarse un nuevo bosque y comenzar otra vez el ciclo.
En las cuencas hulleras se conservan, tanto en el carbón como en las rocas intercaladas, restos y marcas de vegetales terrestres que pertenecen a especies actualmente desaparecidas. El tamaño de las plantas y la exuberancia de la vegetación permiten deducir que el clima en el que se originó el carbón era probablemente clima tropical.

## Tipos
Existen numerosas variedades de carbón, las cuales se pueden clasificar según características como:
- Humedad
- Porcentaje en materias minerales no combustibles (cenizas)
- El poder calorífico
- Inflamabilidad, en conexión con el porcentaje de elementos volátiles.

El análisis elemental es un ensayo químico que proporciona la fracción másica de cada uno de los cinco elementos que componen principalmente todos los tipos de carbón: carbono (C), nitrógeno (N), oxígeno (O), hidrógeno (H), azufre (S).
La mayoría de los países productores de carbón tienen su propia clasificación de tipos de carbón, sin embargo para el comercio internacional es la clasificación americana (ASTM) la más utilizada.

### Clasificación francesa
Está basada en el porcentaje de materias volátiles (MV) y en el índice de inflación:
- Antracita: 0 % < MV < 8 %
- Delgados: 8 % < MV < 14 %
- Cuartograso: 12 % < MV < 16 %
- Semigraso: 13 % < MV < 22 %
- Graso a llama corta: 18 % < MV < 27 %
- Graso: 27 % < MV < 40 %
- Inflamables grasos: MV > 30 %
- Inflamables secos: MV > 34 %

### Clasificación estadounidense
Se basa en el porcentaje de materias volátiles para el carbón de máxima calidad y en el poder calorífico superior para los otros.
| Categoría     | Subcategoría         | Elementos volátiles | Poder calorífico superior |
| ------------- | -------------------- | ------------------- | ------------------------- |
| Antracita     | Metaantracita        | < 2 %               |                           |
|               | Antracita            | 2 a 8 %             |                           |
|               | Semiantracita        | 8 a 14 %            |                           |
| Bituminoso    | Bajo nivel volátil   | 14 a 22 %           |                           |
|               | Medio nivel volátil  | 22 a 31 %           |                           |
|               | Alto nivel volátil A | > 31 %              | > 32,6 MJ/kg              |
|               | Alto nivel volátil B |                     | 30,2 a 32,6 MJ/kg         |
|               | Alto nivel volátil C |                     | 26,7 a 30,2 MJ/kg         |
| Subbituminoso | Subbituminoso A      |                     | 24,4 a 26,7 MJ/kg         |
|               | Subbituminoso B      |                     | 19,3 a 22,1 MJ/kg         |
|               | Subbituminoso C      |                     | 22,1 a 24,4 MJ/kg         |
| Lignito       | Lignito A            |                     | 14,6 a 19,3 MJ/kg         |
|               | Lignito B            |                     | < 14,6 MJ/kg              |

### Clasificación europea
Comprende las categorías siguientes:
- Antracita
- Carbón bituminoso
- Subbituminoso
- Metalignito
- Ortolignito

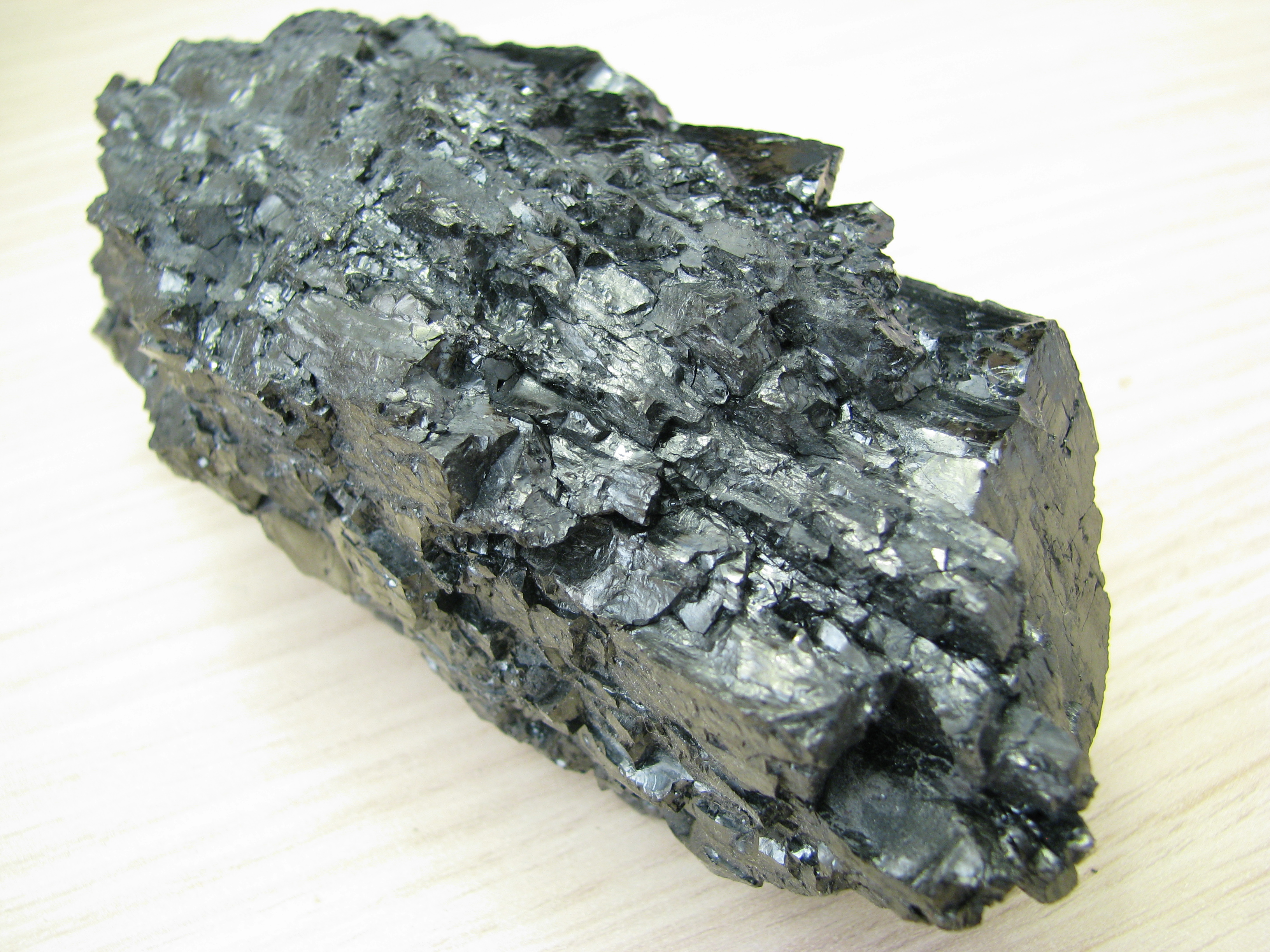
Antracita (Ibbenbüren, Alemania).

Las principales categorías de carbón se basan en el porcentaje de carbono que contienen, el cual a su vez depende de la evolución geológica y biológica que ha experimentado el carbón:
- Turba (50 a 55 %): producto de la fosilización de desechos vegetales por los microorganismos en zonas húmedas y pobres en oxígeno.
- Lignito (55 a 75 %), o carbón café: de característica suave.
- Carbón subbituminoso o Lignito negro.
- Hulla (75 a 90 %): 
  - Hulla grasa o carbón bituminoso bajo en volátiles, tipo de carbón más corriente.
  - Hulla semigrasa.
  - Hulla delgada, o hulla seca.
- Antracita (90 a 95 %): el que tiene mayor proporción de carbono.
- Grafito: carbono puro, no utilizado como combustible.

## Reservas y producción

### Reservas mundiales
Los 948 billones de toneladas de reservas de carbón son equivalentes a 4,196 BBEP (billones de barriles equivalentes de petróleo).
British Petroleum, en su informe de 2007, calculaba que a finales de 2006 había por 147 años de reservas, basadas en reservas "probadas". La siguiente tabla muestra solo las reservas probadas, las cuales son calculadas en los programas de exploración de las diferentes empresas mineras. Particularmente, algunas zonas inexploradas están continuamente agrandando el volumen de reservas. Proyecciones especulativas predicen que el pico del carbón global de producción se producirá alrededor de 2025, a un 30 % por encima de la producción actual, dependiendo en la tasa de producción futura.
De todas las energías fósiles, el carbón es la que está más dispersada por todo el mundo y es producido por alrededor de 100 países. Las reservas más importantes se encuentran en Estados Unidos, Rusia, China, Australia e India.
| País               | Antracita y bituminoso | Sub-bituminoso | Lignito  | Total      | Porcentaje |
| ------------------ | ---------------------- | -------------- | -------- | ---------- | ---------- |
| Estados Unidos     | 108 501                | 98 618         | 30 176   | 237 295    | 22,6 %     |
| Rusia              | 49 088                 | 97 472         | 10 450   | 157 010    | 14,4 %     |
| China              | 62 200                 | 33 700         | 18 600   | 114 500    | 12,6 %     |
| Australia          | 37 100                 | 2100           | 37 200   | 76 400     | 8,9 %      |
| India              | 56 100                 | 0              | 4500     | 60 600     | 7,0 %      |
| Alemania           | 99                     | 0              | 40 600   | 40 699     | 4,7 %      |
| Ucrania            | 15 351                 | 16 577         | 1945     | 33 873     | 3,9 %      |
| Kazajistán         | 21 500                 | 0              | 12 100   | 33600      | 3,9 %      |
| Sudáfrica          | 30 156                 | 0              | 0        | 30 156     | 3,5 %      |
| Serbia             | 9                      | 361            | 13 400   | 13 770     | 1,6 %      |
| Colombia           | 6366                   | 380            | 0        | 6746       | 0,8 %      |
| Canadá             | 3474                   | 872            | 2236     | 6528       | 0,8 %      |
| Polonia            | 4338                   | 0              | 1371     | 5709       | 0,7 %      |
| Indonesia          | 1520                   | 2904           | 1105     | 5529       | 0,6 %      |
| Brasil             | 0                      | 4559           | 0        | 4559       | 0,5 %      |
| Grecia             | 0                      | 0              | 3020     | 3020       | 0,4 %      |
| Bosnia-Herzegovina | 484                    | 0              | 2369     | 2853       | 0,3 %      |
| Mongolia           | 1170                   | 0              | 1350     | 2520       | 0,3 %      |
| Bulgaria           | 2                      | 190            | 2174     | 2366       | 0,3 %      |
| Pakistán           | 0                      | 166            | 1904     | 2070       | 0,3 %      |
| Turquía            | 529                    | 0              | 1814     | 2343       | 0,3 %      |
| Uzbekistán         | 47                     | 0              | 1853     | 1900       | 0,2 %      |
| Hungría            | 13                     | 439            | 1208     | 1660       | 0,2 %      |
| Tailandia          | 0                      | 0              | 1239     | 1239       | 0,1 %      |
| México             | 860                    | 300            | 51       | 1211       | 0,1 %      |
| Irán               | 1203                   | 0              | 0        | 1203       | 0,1 %      |
| Chequia            | 192                    | 0              | 908      | 1100       | 0,1 %      |
| Kirguistán         | 0                      | 0              | 812      | 812        | 0,1 %      |
| Albania            | 0                      | 0              | 794      | 794        | 0,1 %      |
| Corea del Norte    | 300                    | 300            | 0        | 600        | 0,1 %      |
| Nueva Zelanda      | 33                     | 205            | 333-7000 | 571-15 000 | 0,1 %      |
| España             | 200                    | 300            | 30       | 530        | 0,1 %      |
| Laos               | 4                      | 0              | 499      | 503        | 0,1 %      |
| Zimbabue           | 502                    | 0              | 0        | 502        | 0,1 %      |
| Argentina          | 0                      | 0              | 500      | 500        | 0,1 %      |
| Otros              | 3421                   | 1346           | 846      | 5613       | 0,7 %      |
| Total              | 404 762                | 260 789        | 195 387  | 860 938    | 100 %      |

### Producción mundial
La siguiente tabla muestra la producción anual de carbón por país de 2003 a 2011.
| País           | 2003   | 2004   | 2005   | 2006   | 2007   | 2008   | 2009   | 2010   | 2011   | Porcentaje | Reserva (en años) |
| -------------- | ------ | ------ | ------ | ------ | ------ | ------ | ------ | ------ | ------ | ---------- | ----------------- |
| China          | 1834,9 | 2122,6 | 2349,5 | 2528,6 | 2691,6 | 2802,0 | 2973,0 | 3235,0 | 3520,0 | 49,5 %     | 35                |
| Estados Unidos | 972,3  | 1008,9 | 1026,5 | 1054,8 | 1040,2 | 1063,0 | 975,2  | 983,7  | 992,8  | 14,1 %     | 239               |
| India          | 375,4  | 407,7  | 428,4  | 449,2  | 478,4  | 515,9  | 556,0  | 573,8  | 588,5  | 5,6 %      | 103               |
| Unión Europea  | 637,2  | 627,6  | 607,4  | 595,1  | 538,4  | 535,7  | 576,1  | 4,2 %  | 97     |            |                   |
| Australia      | 350,4  | 364,3  | 375,4  | 382,2  | 392,7  | 399,2  | 413,2  | 424,0  | 415,5  | 5,8 %      | 184               |
| Rusia          | 276,7  | 281,7  | 298,3  | 309,9  | 313,5  | 328,6  | 301,3  | 321,6  | 333,5  | 4,0 %      | 471               |
| Indonesia      | 114,3  | 132,4  | 152,7  | 193,8  | 216,9  | 240,2  | 256,2  | 275,2  | 324,9  | 5,1 %      | 17                |
| Sudáfrica      | 237,9  | 243,4  | 244,4  | 244,8  | 247,7  | 252,6  | 250,6  | 254,3  | 255,1  | 3,6 %      | 118               |
| Alemania       | 204,9  | 207,8  | 202,8  | 197,1  | 201,9  | 192,4  | 183,7  | 182,3  | 188,6  | 1,1 %      | 216               |
| Polonia        | 163,8  | 162,4  | 159,5  | 156,1  | 145,9  | 144,0  | 135,2  | 133,2  | 139,2  | 1,4 %      | 41                |
| Kazajistán     | 84,9   | 86,9   | 86,6   | 96,2   | 97,8   | 111,1  | 100,9  | 110,9  | 115,9  | 1,5 %      | 290               |
| Total          | 5301,3 | 5716,0 | 6035,3 | 6342,0 | 6573,3 | 6795,0 | 6880,8 | 7254,6 | 7695,4 | 100 %      | 112               |

## Aplicaciones

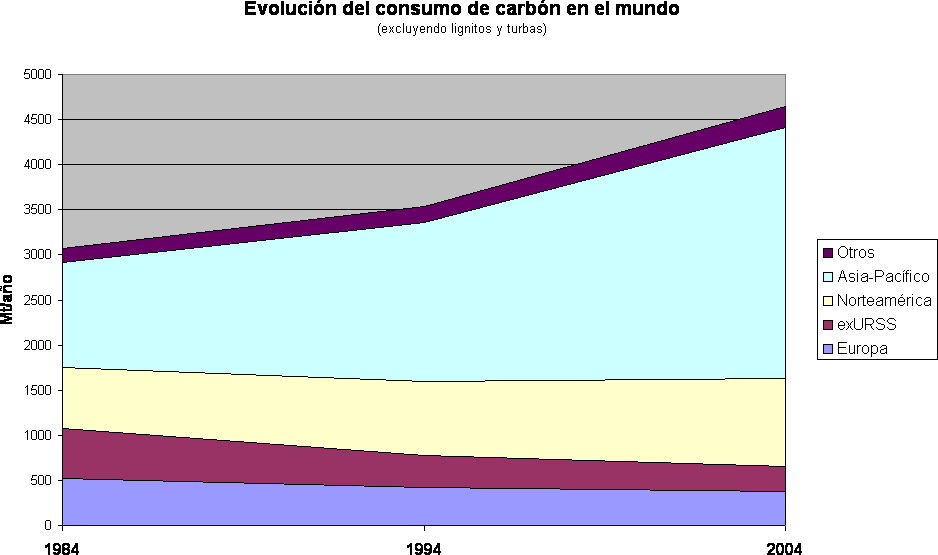
Evolución del consumo mundial de carbón 1984-2004.

El carbón suministra el 25 % de la energía primaria consumida en el mundo, solo por detrás del petróleo. Además es de las primeras fuentes de energía eléctrica, con 40 % de la producción mundial (datos de 2006). Las aplicaciones principales del carbón son:
1. Generación de energía eléctrica. Las centrales térmicas de carbón pulverizado constituyen la principal fuente mundial de energía eléctrica. En los últimos años se han desarrollado otros tipos de centrales que tratan de aumentar el rendimiento y reducir las emisiones contaminantes, entre ellas las centrales de lecho fluido a presión. Otra tecnología en auge es la de los ciclos combinados que utilizan como combustible gas de síntesis obtenido mediante la gasificación del carbón.
2. Coque. El coque es el producto de la pirólisis del carbón en ausencia de aire. Es utilizado como combustible y reductor en distintas industrias, principalmente en los altos hornos (coque siderúrgico). Dos tercios del acero mundial se producen utilizando coque de carbón, consumiendo en ello 12 % de la producción mundial de carbón (cifras de 2003).
3. Siderurgia. Mezclando minerales de hierro con carbón se obtiene una aleación en la que el hierro se enriquece en carbono, obteniendo mayor resistencia y elasticidad. Dependiendo de la cantidad de carbono, se obtiene:
  1. Hierro dulce: menos del 0,2 % de carbono.
  2. Acero: entre 0,2 % y 1,2 % de carbono.
  3. Fundición: más del 1,2 % de carbono.
4. Industrias varias. Se utiliza en las fábricas que necesitan mucha energía en sus procesos, como las fábricas de cemento y de ladrillos.
5. Uso doméstico. Históricamente el primer uso del carbón fue como combustible doméstico. Aún hoy sigue siendo usado para calefacción, principalmente en los países en vías de desarrollo, mientras que en los países desarrollados ha sido desplazados por otras fuentes más limpias de calor (gas natural, propano, butano, energía eléctrica) para rebajar el índice de contaminación.
6. Carboquímica. La carboquímica es practicada principalmente en África del Sur y China. Mediante el proceso de gasificación se obtiene del carbón un gas llamado gas de síntesis, compuesto principalmente de hidrógeno y monóxido de carbono. El gas de síntesis es una materia prima básica que puede transformarse en numerosos productos químicos de interés como, por ejemplo:
  1. Amoniaco
  2. Metanol
  3. Gasolina y gasóleo de automoción a través del proceso Fischer-Tropsch (proceso químico para la producción de hidrocarburos líquidos a partir de gas de síntesis, CO y H2).
7. Petróleo sintético. Mediante el proceso de licuefacción directa, el carbón puede ser transformado en un crudo similar al petróleo. La licuefacción directa fue practicada ampliamente en Alemania durante la Segunda Guerra Mundial pero en la actualidad no existe ninguna planta de escala industrial en el mundo.

Estas dos últimas aplicaciones antiguas son muy contaminantes y requieren mucha energía, desperdiciando así un tercio del balance energético global. Debido a la crisis del petróleo se ha vuelto a producir de manera similar la creación de petróleo sintético y en la República Popular China el proceso de carboquímica.